# Caperonia neglecta
Caperonia neglecta är en törelväxtart som beskrevs av Grady Linder Webster. Caperonia neglecta ingår i släktet Caperonia och familjen törelväxter. Inga underarter finns listade i Catalogue of Life.